# Javier Negrete
Javier Negrete (1964, Madrid) es un escritor español conocido por su obras de fantasía y por sus ensayos de divulgación histórica.

## Familia
Licenciado en Filología Clásica, Negrete ha sido profesor de griego (desde 1991, y actualmente en 2019, da clases en el Instituto de Educación Secundaria Gabriel y Galán de Plasencia) y sus novelas son principalmente del género de fantasía y ciencia ficción, aunque también ha incursionado exitosamente en la novela erótica.
Su andadura literaria comenzó con la publicación de la novela corta La luna quieta, que apareció en la primera antología del premio UPC de ciencia ficción en 1991, del que fue finalista. Al mismo certamen, Negrete presentó también el relato En el vientre de la ballena.
En 1992 sale el Estado  crepuscular, que ganó el gran  premio Ignotus al mejor cuento en 1994 y el premio de la editorial Gigamesh el mismo año.
Lux Aeterna mereció una mención especial en la edición del premio UPC 1995. Al año siguiente publica Nox Perpetua, con un carácter mucho más aventurero que sus anteriores obras, enmarcándose en la literatura clásica de aventuras.
En 1997 aparece Memoria de dragón, novela que se mueve en el ámbito de la literatura fantástica juvenil. Ese mismo año se publicó su primera novela larga, La Mirada de las furias, que ganó el premio Ignotus.
En 2000 por fin consigue el premio UPC con el relato Buscador de sombras.
Tres años más tarde publica Héroes de Kalanum, considerada por algunos como novela juvenil.
Ese mismo año presenta al premio UPC su novela corta El mito de Er, que finalmente ganaría el premio Ignotus. Otro gran éxito suyo de 2003 fue La amada de los dioses, finalista del premio La sonrisa vertical, que se otorga a las mejores obras eróticas.
En 2003 realiza un cambio radical y demuestra sus amplias dotes para la fantasía heroica con su novela La espada de fuego. Se trata de una fantástica historia que gira en torno a Zemal, la legendaria espada de fuego forjada por los Dioses. Muerto su anterior portador, comienza la carrera para hacerse con ella. Los más grandes maestros de la espada, los tahedoranes, tendrán que enfrentarse entre ellos por el premio final. Derguín Gorión, un joven tahedorán, acompañado de poderosos amigos, entra en pugna por la espada. Frente a él, el más temible de los enemigos, Togul Barok, el elegido de los dioses, el hombre de las dobles pupilas.
La espada de fuego fue un gran éxito de ventas y de crítica, siendo aclamada también en Francia. En realidad, se trata de la primera novela de Negrete, quien a los diecisiete años intentó publicarla con el título de La jauca de la buena suerte, pero no encontró respuesta por parte de las editoriales. Defraudado, la escondió en un cajón hasta que decidió retomarla, reescribiéndola completamente. Posteriormente la segunda parte de la novela —El espíritu del mago, otro éxito de ventas—, que está pensada como una trilogía.
En 2012 Señores del Olimpo, que retoma uno de los temas con los que Javier Negrete se encuentra mejor, la mitología griega, mereció el primer galardón en el Premio Minotauro de Fantasía. Esta novela es la historia del enfrentamiento entre Zeus y Tifón, un demonio alado.
Al año siguiente publicó Alejandro Magno y las águilas de Roma, una ucronía en la que Alejandro Magno se lanza a la conquista de Occidente enfrentándose a las legiones romanas. Esta obra marca una cierta transición hacia la novela histórica, género al que dedicó su siguiente novela: Salamina (2008), en la que narra los acontecimientos en torno a la famosa batalla naval.
En 2014 volvió a la Grecia Clásica con la publicación de un ensayo sobre su historia: La gran aventura de los griegos y un año más tarde ve la luz Atlántida, un Tecno-thriller en el cual los protagonistas hallan la ubicación exacta del continente perdido. A mediados de 2014 también se anunció la inminente publicación de la conclusión de su serie de Tramórea: El sueño de los dioses. Posteriormente el propio autor anunció que dicha conclusión de dividiría en dos partes: la mentada El sueño de los dioses y El corazón de Tramórea, publicados en octubre de 2014 y mayo de 2015, respectivamente.

## Obras

### Novelas
- 1992 - La luna quieta (novela corta, antología Premio UPC 1991) ISBN 978-84-406-2712-4
- 1993 - Estado Crepuscular[2] ISBN 978-84-95741-27-1
- 1996 - Nox perpetua (novela corta) ISBN 978-84-348-6551-8
- 1996 - Lux Aeterna (novela corta, antología Premio UPC 1995) ISBN 978-84-406-6236-1
- 1997 - La mirada de las furias ISBN 978-84-406-7363-3
- 2000 - Memoria de Dragón ISBN 978-84-236-7515-9
- 2001 - Buscador de sombras (novela corta, antología Premio UPC 2000) ISBN 978-84-666-0296-9
- 2002 - El mito de Er (novela corta, antología Premio UPC 2001) ISBN 978-84-666-0622-6
- 2003 - Los héroes de Kalanúm (reeditada por Espasa en 2011) ISBN 978-84-670-3617-6
- 2003 - Amada de los dioses ISBN 978-84-8310-965-6
- 2006 - Señores del Olimpo[3] ISBN 978-84-450-7586-9
- 2007 - Alejandro magno y las águilas de Roma[4][5] ISBN 978-84-450-7648-4
- 2008 - Salamina[6][7] ISBN 978-84-670-2667-2
- 2010 - Atlántida ISBN 978-84-670-3160-7
- 2012 - La Zona (En colaboración con Juan Miguel Aguilera) ISBN 978-84-670-3712-8
- 2012 - La hija del Nilo ISBN 978-84-670-0765-7
- 2017 - El Espartano ISBN 978-84-670-4775-2
- 2019 - Odisea ISBN 978-84-670-5346-3
- 2023 - Los Idus De Enero ISBN 978-84-913-9972-8

### Sagas

#### Tramórea
- 2003 - La espada de fuego [8][9] ISBN 978-84-450-7452-7
- 2005 - El espíritu del mago [10] ISBN 978-84-450-7539-5
- 2010 - El sueño de los dioses ISBN 978-84-450-7789-4[11]
- 2011 - El corazón de Tramórea ISBN 978-84-450-7829-7[12]

### Cuentos
- 1995 El extraño viaje del profesor Búdurflai
- 1995 En el país de Oneiros
- 1998 Evolución convergente
- 2005 Malib, ciudad de la reina Samikir (cuento)

### Antologías
- 2005 Buscador de sombras. La luna quieta (Recopilación de las dos novelas cortas) ISBN 978-84-450-7560-9
- 2014 Mañana todavía. Doce distopías para el siglo XXI. Editor: Ricard Ruiz Garzón. Autores: Juan Miguel Aguilera, Elia Barceló, Emilio Bueso, Laura Gallego, Rodolfo Martínez, José María Merino, Rosa Montero, Juan Jacinto Muñoz Rengel, Javier Negrete, Félix J. Palma, Marc Pastor y Susana Vallejo. Fantascy: 2014.
- 2015 Retales del pasado: Antología de relatos históricos. Autores: Javier Negrete, Teo Palacios, Sebastián Roa, Magdalena Lasala, José de Cora Paradela, Francisco Narla, Manuel Sánchez-Sevilla, Mado Martínez, Carla Montero, Olalla García, Ramón Muñoz, Carlos Aurensanz, Miguel Aceytuno, Nerea Riesco, Carolina Molina, Ricard Ibáñez, María Pilar Queralt del Hierro, Javier Pellicer, Concepción Perea

### Ensayo
- 2009 La gran aventura de los griegos ISBN 978-84-973-4813-3
- 2011 Roma victoriosa ISBN 978-84-9970-109-7
- 2013 Roma invicta ISBN 978-84-9970-752-5
- 2018 La conquista romana de Hispania ISBN 978-84-9164-245-9
- 2021 Thor y las Valkirias ISBN 978-84-1329-390-5
- 2021 Roma traicionada ISBN 978-84-1384-231-8

## Premios
- 1991: UPC por La luna quieta
- 1994: Premio Ignotus al mejor cuento por Estado Crepuscular
- 1998: Premio Ignotus a la mejor novela por La mirada de Las furias
- 2000: UPC por Buscador de sombras
- 2003: Premio Ignotus a la mejor novela corta por El mito de Er
- 2004: Bob Morane (Francia) por El mito de Er
- 2006: Minotauro por Señores del Olimpo[13]
- 2008: Premio Celsius 232 (novela de ciencia ficción y fantasía) de la Semana Negra de Gijón por Alejandro magno y las águilas de Roma
- 2008: Prix Européen Utopiales por Señores del Olimpo[14]
- 2009: Premio Espartaco (novela histórica) de la Semana Negra de Gijón por Salamina[15]